# .nl
.nl — национальный домен верхнего уровня для Нидерландов. Регистрация осуществляется через сеть посредников. Домен очень популярен в Нидерландах, согласно данным VeriSign по популярности среди национальных доменов верхнего уровня он занимал в 2011 году 4-е место в мире после .de, .cn и .uk с 4,4 миллионов доменных имён. В 2020 году число имен превысило 6 миллионов.
NL — один из первых зарегистрированных национальных доменов верхнего уровня, это событие произошло 25 апреля 1986. До 1996 регистрацией занимался Центр математики и информатики, она была бесплатной и была востребована в основном образовательными учреждениями и исследовательскими группами. Затем эта функция перешла к Организации по регистрации интернет-доменов Нидерландов (нидерл. Stichting Internet Domeinregistratie Nederland, SIDN). С 2003 регистрация была разрешена физическим лицам, а ещё ранее с 2000 они могли регистрировать домены третьего уровня, вроде janjansen.123.nl., но такие варианты не пользовались популярностью.
Регистрация доменного имени в домене NL стоит 10-15 евро. 70 % доменных имён принадлежит бизнесу. 62 % используются для сайтов.

## Условия
Для регистрации доменное имя в зоне .nl должно удовлетворять следующим требованиям:
- Должны удовлетворяться нормативные RFC IETF под номерами RFC 1034, RFC 1035, RFC 1123 и RFC 2181, а также некоторые информативные вроде RFC 1912 (Частые ошибки конфигурации DNS).
- Название должно состоять только из латинских букв, цифр и дефиса, причём два и больше дефиса подряд не разрешаются.
- Название должно быть длиной минимум 2 и максимум 63 символа.
- Для каждого домена должен быть прописан первичный DNS-сервер и как минимум один вторичный.
- DNS-сервера должны быть доступны со всего интернета по IPv4 и, желательно, также по IPv6.
- DNS-сервера должны быть доступны со всего интернета через порт 53 как по TCP, так и по UDP, и поддерживать протокол EDNS0 (RFC 2671) для блоков крупнее 512 байт.
- DNS-сервера должны регулярно проходить переаттестацию.